# Vrouwencafé (lied)
Vrouwencafé is een lied uit 1980 van de Nederlandse zanger Frans Halsema op de muziek van Amsterdam van Jacques Brel. De tekst werd geschreven door Guus Vleugel.
Het verscheen op de lp Je moet er geweest zijn (1981) en op de cd's Zoals hij was (1990), Vluchten kan niet (1998), Portret (2005) en Het mooiste van Frans Halsema (2006).